# Tea Bonelli
Aristea Bertasi, más conocida como Tea Bonelli (Milán, 6 de marzo de 1911-Bolonia, 6 de agosto de 1999), fue una editora y dibujante italiana.

## Biografía
Esposa del historietista y escritor Gian Luigi Bonelli y madre de Sergio Bonelli, durante la Segunda Guerra Mundial dejó Milán bajo los bombardeos junto a su hijo; los dos se desplazaron a Liguria, mientras el marido se refugió en Suiza y posteriormente en Liguria. Al final de la guerra, Gian Luigi se presentó con una nueva pareja. Sin embargo, la separación fue consensual y Gian Luigi, para garantizar el sustentamiento de Tea y su hijo, le dio su casa editorial de historietas, Edizioni Audace (la actual Sergio Bonelli Editore), con la que siguió trabajando como guionista.
Así, Tea pasó de ser ama de casa a editora, mostrando destacables capacidades empresariales.
En 1948, cuando su exmarido ideó dos nuevos cómics, Occhio Cupo y Tex, ella misma contrató al dibujante Aurelio Galleppini, formando una de las parejas de autores más conocidas y duraderas del sector de la historieta. Aunque sin ser mencionada, Tea Bonelli también realizó algunos dibujos de sus publicaciones.